# Dark Horse (Katy Perry)
Dark Horse è un singolo della cantautrice statunitense Katy Perry, pubblicato il 17 settembre 2013 come terzo estratto dal quarto album in studio Prism.
Il brano è stato scritto da Katy Perry in collaborazione con il produttore Dr. Luke e il rapper Juicy J. Il brano era già stato pubblicato il 17 settembre 2013 come singolo promozionale dell'album, ma visto il grande successo ottenuto nelle classifiche, Dark Horse è stato pubblicato come terzo singolo ufficiale. La canzone ha ricevuto generalmente recensioni positive dai critici musicali che si complimentano con la cantante per il tono più scuro e sexy della canzone, che non si vedono nei lavori precedenti della cantante. Nella settimana successiva all'esibizione ai Grammy, il singolo conquista la vetta della Billboard Hot 100 diventando la nona numero uno della cantante. Ha mantenuto la prima posizione per quattro settimane consecutive.
Dark Horse è stato il secondo singolo più venduto del 2014, con circa 13,2 milioni di copie vendute, solo dopo Happy di Pharrell Williams ed è il secondo singolo ad aver raggiunto un miliardo di visualizzazioni su Vevo, primo video in assoluto di una cantante donna. Il 29 ottobre 2015 viene certificato disco di diamante negli Stati Uniti insieme a Firework. Ai Grammy Awards 2015, il brano ha ricevuto una nomination nella categoria miglior performance pop di un duo o gruppo.
Nel 2019 un tribunale di Los Angeles ha stabilito che la canzone è stata copiata da Joyful Noise, brano hip-hop scritto dal rapper Marcus "Flame" Gray, che nel 2014 aveva intentato causa a Katy Perry, ai co-autori e ai produttori del brano, ma dopo aver presentato ricorso, nel marzo 2020 un altro tribunale ha assolto la cantante dall'accusa.

## Pubblicazione
Il singolo è stato sbloccato, insieme a Walking on Air, il 20 agosto 2013, grazie a Pepsi e MTV che avevano dato la possibilità ai fan di scoprire alcuni contenuti esclusivi del nuovo album Prism. I fan twittando "# KatyNow" hanno sbloccato, in tempo record, oltre ai titoli dei brani anche delle piccole parti dei testi. Katy Perry ha poi deciso di far votare ai fan, tramite Twitter, quale tra le due canzoni rendere disponibile in anteprima su iTunes. Inoltre il 24 agosto sono state rivelate due anteprime di 30 secondi ciascuno dei due brani. Il vincitore è stato annunciato da Pepsi agli MTV Video Music Awards 2013 del 25 agosto: Dark Horse ha vinto con il 64% dei voti, ed è stato quindi scelto come singolo promozionale da pubblicare il 17 settembre 2013. Dark Horse è stata eseguita prima al iHeartRadio Music Festival di Las Vegas con Juicy J, il 20 settembre 2013; e poi al iTunes Festival il 30 settembre.
La copertina di Dark Horse, realizzata dall'artista cinese Yao Xiao, è una rappresentazione stilizzata che riproduce Katy Perry in un vestito color lavanda in stile cavallerizza, arricchito da armature in ottone, su uno sfondo dark fantasy, in tono con le atmosfere del singolo.

## Descrizione
Dark Horse è un brano trap, grime e hip hop. Musicalmente i versi della canzone sono costruiti attorno a ritmi gelidi. La produzione di "Dark Horse" è costituito da un beat hip-hop, insieme a influenze di EDM e rap. La canzone è stata originariamente concepita dalla Perry e da Sarah Hudson durante una sessione di scrittura nella città di Santa Barbara, in California; è stato poi chiesto al produttore della canzone Dr. Luke di contattare Juicy J per invitarlo a eseguire la canzone. Keith Murphy di Vibe definisce la canzone "oscura", e molto lontana dal precedente album della Perry. Juicy J, in merito alla collaborazione con la Perry ha dichiarato: “Lei è molto professionale oltre che una bella persona. Il mio verso nella canzone me l'ha cantato lei. È un genio, era al mixer e diceva al produttore cosa rimuovere e cosa lasciare. Controlla la sua musica, e la conosce bene!”.
Katy Perry ha rivelato, durante uno speciale party per la pubblicazione dell'album, a iHeartRadio, che la canzone è stata ispirata dal film del 1996 Giovani streghe definendola come "qualcosa di stregato e buio, come se fossi una strega che avverte quest'uomo di non innamorarsi di me se non ha intenzione di essere l'ultimo". La cantante ha aggiunto che la canzone le ricordava il momento in cui ha ascoltato E.T., il singolo estratto da Teenage Dream.

## Tracce
1. Dark Horse – 3:35

## Successo radiofonico
Il brano è stato subito apprezzato. I dirigenti radio hanno confermato l'immediato impatto che ha avuto il brano in radio. Se Unconditionally veniva trasmesso a settimana circa 70 volte, Dark Horse, invece, circa 17. I critici radio confermano: “Katy è forse una dei pochi artisti nella storia che può fare questo. Guardiamo Roar e Unconditionally, come parte del suo sound pop, mentre Dark Horse è il suo lato più tagliente, selvaggio alter ego. È un sound ritmico ed è benvenuto nel mare del pop e del materiale alternativo di oggi. Roar è una delle più grandi canzoni dell'anno, sta ancora vendendo bene e sta andando forte in radio, Unconditionally è in top 10 e la gente ama Dark Horse, perché penso che mostri un lato diverso di Prism”. Inoltre ci sono state delle radio che hanno trasmesso i passaggi di Dark Horse ben 4 volte in più rispetto alla ballad di Unconditionally, proprio perché gli ascoltatori la richiedevano esplicitamente: “I fan delle nostre radio sono quelli che dobbiamo prendere in considerazione quando si tratta di scegliere i nostri titoli da trasmettere”.

## Successo commerciale
Nonostante sia stato un singolo promozionale, la canzone ha avuto un grande successo commerciale. Il singolo debutta nella Billboard Hot 100 al numero 17 vendendo 194 000 copie, e piazzandosi al quarto posto nella Digital Song. Al 14 dicembre aveva superato le 800 000 copie. Dopo essere stato scelto come terzo singolo ufficiale, nella settimana terminata l'11 gennaio 2014 Dark Horse vende 285 000 copie (+158 %) raggiungendo la numero 7 nella Digital Songs. La settimana seguente la canzone sale al numero 6 della Billboard Hot 100, e al numero 4 nella Digital Songs vendendo 229 000 copie (-20%). La canzone diventa così il tredicesimo top 10 di Katy Perry, e la prima top 10 di Juicy J. La settimana successiva Dark Horse raggiunge la vetta della Hot Digital Songs, vendendo 243 000 copie (+6%), sale al numero 4 della Billboard Hot 100. Al 22 gennaio il brano resta in cima alla Hot Digital Song per una seconda settimana, vendendo 261 000 copie (+7%) ed è salito al numero 2 della Billboard Hot 100. Il 23 gennaio, il brano raggiunge il doppio disco di platino vendendo un totale di 2 milioni di copie nei soli Stati Uniti. La settimana dopo la canzone rimane ancora in cima alla Hot Digital Song aggiungendo altre 294 000 copie vendute (+12%), raggiungendo inoltre la posizione numero uno della Billboard Hot 100, diventando il nono singolo numero uno della cantante negli Stati Uniti. Katy Perry ha così stabilito un nuovo record, diventando l'unica artista ad avere un singolo numero uno in ogni anno del decennio in corso. Katy Perry, in merito a questo, ha dichiarato che "Questa numero uno è il più inaspettato che abbia mai avuto. Dark Horse è stato un cavallo oscuro di una canzone da quando i Katycats l'hanno scelta per pubblicarla su iTunes. Sono molto entusiasta e grata di avere questi momenti". La settimana successiva il singolo mantiene la prima posizione nella Digital Song, e per una seconda settimana nella Hot 100, con 373 000 copie vendute (un incremento del 27%). La canzone rimane per una terza settimana consecutiva alla vetta della Hot 100 e della Digital Songs vendendo 291 000 copie (-22%). Nella settimana successiva il brano scende al secondo posto della Digital Songs (277 000 copie, con un calo del 5%), guadagna il primo posto della Radio Songs e rimane stabile al primo posto per una quarta settimana nella Hot 100.
In Canada, il 5 ottobre 2013, il singolo debutta alla numero 8, diventando così il tredicesimo singolo della cantante ad entrare nella top ten. Con la pubblicazione come singolo ufficiale, il 25 gennaio 2014, il brano ritorna nella top 10 della Billboard Canadian Hot 100, raggiungendo la sesta posizione. La settimana successiva sale alla posizione numero 4. L'8 febbraio il singolo sale di tre posizioni raggiungendo la numero 1, il decimo singolo di Katy Perry a raggiungere la vetta della classifica canadese.
In Nuova Zelanda il brano ha avuto molto successo. Debutta, il 23 settembre, alla numero 10, diventando il dodicesimo della Perry a raggiungere la top ten. Il 30 settembre sale alla numero 6, per raggiungere, la settimana seguente, la numero 5. La settimana successiva scende alla 7ª posizione, per raggiungere in seguito la numero 3, e poi ancora la numero 2, posizione massima raggiunta. Il 25 novembre viene certificato disco di platino per aver raggiunto le oltre 15 000 copie, rimanendo in top 10 per un totale di 16 settimane.

## Video musicale
Visti i risultati in classifica, la casa discografica di Katy Perry ha deciso di investire un budget elevato per la realizzazione del video di Dark Horse. Il 13 febbraio 2014 il canale Vevo della cantante ha pubblicato un promo del video ufficiale nel quale ne veniva rivelato il tema egiziano e annunciata la data d'uscita, cioè il 20 febbraio 2014. In soli 5 giorni il video ufficiale ha ottenuto più di 30 milioni di visualizzazioni. Il video è stato diretto da Mathew Cullen, che ha già lavorato con la Perry per il video di California Gurls. L'idea di Katy è stata quella di coniugare l'antica cultura egizia di Menfi, in Egitto, come un cenno di Memphis, città natale di Juicy J.
Il videoclip ha ottenuto per 9 volte la certificazione Vevo essendo il video più guardato in assoluto in tutto il 2014 con più di 900 milioni di visualizzazioni.
L'8 giugno 2015 il video raggiunge un miliardo di visualizzazioni su YouTube, e diventa il primo video di una cantante donna ad aver raggiunto questo traguardo, mentre il 15 luglio 2017 e il 15 marzo 2021 il video raggiunge rispettivamente i due e i tre miliardi di visualizzazioni.

### Sinossi
Il video si apre con Katy Perry in una versione di Cleopatra, regina di Memphis, seduta su una chiatta, al tramonto, che sta navigando sul Nilo. Perry, con un abito bianco e parrucca bianca e blu, inizia a cantare la prima strofa e la scena si sposta nella sala reale di un palazzo, con pareti completamente decorate dai geroglifici. Katy, ora vestita da regina d'Egitto, con abito lungo e parrucca nera, siede su un trono e riceve alcuni pretendenti, che le offrono dei doni. Il primo gli offre un grande diamante, nel tentativo di "vincere il suo cuore". La cantante, con un magico fulmine, lo incenerisce trasformandolo in un mucchio di sabbia e prendendo i suoi restanti gioielli da indossare come grills sui denti. Iniziata la seconda strofa, Katy Perry è raffigurata in un bassorilievo che accarezza un serpente dorato che la circonda. Arrivato il secondo pretendente, offre dolci, caramelle e spezie piccanti. La Perry, assaggiandone una, si brucia la bocca e trasforma il corteggiatore in un calice d'acqua con il quale si disseta. Compare poi un'altra scena, con sfondo blu, dove la cantante indossa un abito d'oro con diversi geroglifici dorati che levitano intorno a lei. Mentre Juicy J inizia a cantare, uscendo da un sarcofago dorato, Katy Perry balla insieme alla sua corte e riceve i regali degli ultimi pretendenti. L'ultimo le offre una piramide dorata. Perry sale sulla cima della piramide, vestita come la dea egiziana Iside, mentre recita la parte finale della canzone, scatenando con i suoi poteri una "tempesta perfetta", e trasformando il pretendente in un cane con testa umana.

### Accuse di blasfemia
Il video musicale ha sollevato polemiche da parte del mondo musulmano che ha criticato la scena in cui un uomo che indossa un ciondolo con scritta la parola araba "Allah" è disintegrato e trasformato in sabbia dal personaggio di Katy Perry. È stata anche lanciata una petizione online su Change.org chiedendo che il video fosse tolto da YouTube e la cantante è stata accusata di "rappresentare un'opposizione a Dio". In risposta alle polemiche, il ciondolo è stato digitalmente rimosso dal video il 26 febbraio. A seguito della rimozione la petizione è stata chiusa, dopo aver raccolto in totale 65.259 firme.

### Dietro le quinte
Nel video del dietro le quinte, Katy Perry spiega che Memphis esiste in Egitto e che ha scelto di girare il video in quel luogo perché Juicy J viene dall'omonima città in Tennessee. Parla del suo personaggio dicendo "Juicy J, io -tu conosci Cleopatra? Tutti insieme siamo qui. "Lo stilista Johnny Wujek spiega che è stato complicato disporre e creare così tanti costumi ,ma che è stato piacevole e che ha ottenuto un buon risultato. Spiega che nel video ci sono molti costumi e trucchi diversi, e che ci sono gioielli come grills. Inoltre dice che ci sono persino scarpe Sneakers, indossate dalle guardie dipinte di blu. Juicy J dice che è un video "strepitoso". Poi parlando con Katy i due scherzano sui costumi e la cantante dice che la loro canzone è "la numero 1" cosa che viene confermata dal rapper. Katy poi mostra la grill del rapper dicendo che non ha i denti sporchi, ma che indossa una grill dorata. Definisce i costumi magnifici e come pezzi da museo. La parte sulla piramide dove indossa la parrucca bionda è stata girata su un piccolo piedistallo mentre lo sfondo e la piramide sono stati creati col computer. Parlando del faraone che le porta il diamante dice che pensa sia bello, ma che lei preferisce una grill aggiungendo però che è difficile parlare con quella in bocca .Poi parla di alcune comparse, come Jiff "la miglior star dello spettacolo(del video)". Jiff è il cagnolino che appare, ma scappa via spaventato. Katy dice che è uno dei suoi migliori amici ed elogia le sue abilità recitative e dato che nella scena in cui compare viene intimidito dalle ancelle con le maschere di gatto, Katy spiega che dato che la sua corte è di gatti non ci possono stare i cani, perché è come "cani e gatti". Inoltre è stato difficile girare quella scena, perché alla vista di Jiff che scappava tutti si mettevano a ridere. Katy prende quindi in braccio il cane e lo coccola dicendo e si riferisce a lui dicendo "noi siamo così coccolosi!" Poi tornando al video dice "così molti re mi hanno portato regali: alcuni diamanti, statue ecc....altri invece come il re che è qui mi hanno portato alcuni dei miei cibi preferiti. "Nella scena accanto a lei indica il faraone obeso dicendo che è suo amico e che in realtà gli vuole bene. L'uomo viene identificato come "King Ice" e indossa una collana simile a quella dei rapper, in vendita su internet. "Questo tizio ha conquistato il mio cuore con il cibo" e dice "penso sia il migliore dei re". L'omone dice "Io voglio essere il Faraone" tuttavia nel video a causa della piccantezza del cibo viene respinto e tramite gli effetti speciali trasformato in un calice d'acqua. Per l'ultimo pretendente, spiega Matthew Cullen, è stato difficile creare l'effetto "cane con testa d'uomo". L'attore ha dovuto inchinarsi per terra e tirare fuori la lingua, in una scena alternata ad una dove si vedeva un Chihuahua con un mucchio di sabbia alle sue zampe.Katy spiega anche che ha dovuto fare la statua è che è stata completamente ricoperta di pittura argentata. Ritiene l'esperienza "veloce" fortunatamente perché doveva stare ferma e girare solo una scena, che non le piaceva molto. Indossa anche un serpente finto tra i capelli. Nell'effetto finale appare tra statue di divinità egizie sullo sfondo, con il serpente finto che si muove tra i suoi capelli, ma si tratta di effetti speciali creati al computer. Non è nuda nella scena, ma indossa un abito argentato, che la confonde con lo sfondo, e dei tacchi dorati. Termina dicendo "Noi ci siamo divertiti, penso che sia un grande video musicale, io amo lavorare con Matthew, e a me piace la corte di gatti e la storia del video. "Matthew Cullen la definisce come una grande rockstar, e il tutto termina con dei meritati applausi a Katy, che ringrazia.

## Classifiche

### Classifiche settimanali
| Classifica (2013-14) | Posizione massima |
| -------------------- | ----------------- |
| Australia            | 5                 |
| Austria              | 2                 |
| Belgio (Fiandre)     | 1                 |
| Belgio (Vallonia)    | 3                 |
| Bulgaria             | 2                 |
| Canada               | 1                 |
| Danimarca            | 6                 |
| Finlandia            | 5                 |
| Francia              | 6                 |
| Germania             | 6                 |
| Irlanda              | 3                 |
| Islanda              | 10                |
| Italia               | 5                 |
| Libano               | 14                |
| Lussemburgo          | 1                 |
| Messico              | 4                 |
| Norvegia             | 2                 |
| Nuova Zelanda        | 2                 |
| Paesi Bassi          | 1                 |
| Polonia              | 5                 |
| Regno Unito          | 4                 |
| Repubblica Ceca      | 2                 |
| Slovacchia           | 16                |
| Spagna               | 9                 |
| Stati Uniti          | 1                 |
| Svezia               | 2                 |
| Svizzera             | 4                 |
| Ungheria             | 8                 |

### Classifiche di fine anno
| Classifica (2013) | Posizione |
| ----------------- | --------- |
| Nuova Zelanda     | 29        |
| Classifica (2014) | Posizione |
| Canada            | 6         |
| Danimarca         | 16        |
| Germania          | 11        |
| Italia            | 17        |
| Nuova Zelanda     | 31        |
| Polonia           | 26        |
| Stati Uniti       | 2         |